# Coppa del Mondo giovani di slittino 2018
La Coppa del Mondo giovani di slittino 2017/2018 fu la ventunesima edizione del circuito mondiale dello slittino relativo alla categoria giovani, manifestazione organizzata annualmente dalla FIL; iniziò il 7 dicembre 2017 ad Oberhof in Germania e si concluse il 20 gennaio 2018 a Winterberg in Germania e si svolse in contemporanea alla medesima competizione riservata agli juniores. Si disputarono diciotto gare: sei prove nel singolo donne, sei nel singolo uomini e sei nel doppio in quattro differenti località; per stilare la graduatoria finale venne scartato il peggior risultato di coloro che disputarono tutte le tappe.
Le coppe di cristallo, trofeo conferito ai vincitori del circuito, furono assegnate all'italiana Verena Hofer per quanto concerne il singolo donne, al tedesco Florian Müller nel singolo uomini ed alla coppia austriaca formata da Juri Gatt e Riccardo Schöpf nel doppio.

## Calendario
| Tappa  | Località             | Pista                           | Data               | Singolo | Singolo | Doppio |
| Tappa  | Località             | Pista                           | Data               | Donne   | Uomini  | Doppio |
| ------ | -------------------- | ------------------------------- | ------------------ | ------- | ------- | ------ |
| 1      | Oberhof              | Pista di Oberhof                | 7 dicembre 2017    | ●       | ●       | ●      |
| 2      | Oberhof              | Pista di Oberhof                | 9 dicembre 2017    | ●       | ●       | ●      |
| 3      | Schönau am Königssee | Eisarena Königssee              | 16 dicembre 2017   | ●       | ●       | ●      |
| 4      | Innsbruck            | Olympia Eiskanal Innsbruck-Igls | 11–12 gennaio 2018 | ●       | ●       | ●      |
| 5      | Innsbruck            | Olympia Eiskanal Innsbruck-Igls | 13 gennaio 2018    | ●       | ●       | ●      |
| 6      | Winterberg           | Eisarena Winterberg             | 20 gennaio 2018    | ●       | ●       | ●      |
| Totale | Totale               | Totale                          | Totale             | 6       | 6       | 6      |

## Risultati

### Singolo donne
| Data             | Località             | Nazione  | Prima classificata      | Seconda classificata    | Terza classificata      | RU    |
| ---------------- | -------------------- | -------- | ----------------------- | ----------------------- | ----------------------- | ----- |
| 7 dicembre 2017  | Oberhof              | Germania | Verena Hofer Italia     | Sophie Gerloff Germania | Nina Zöggeler Italia    | [ 4 ] |
| 9 dicembre 2017  | Oberhof              | Germania | Verena Hofer Italia     | Merle Fräbel Germania   | Sophie Gerloff Germania | [ 5 ] |
| 16 dicembre 2017 | Schönau am Königssee | Germania | Sophie Gerloff Germania | Verena Hofer Italia     | Merle Fräbel Germania   | [ 6 ] |
| 11 gennaio 2018  | Innsbruck            | Austria  | Verena Hofer Italia     | Djana Loginova Russia   | Nina Zöggeler Italia    | [ 7 ] |
| 13 gennaio 2018  | Innsbruck            | Austria  | Verena Hofer Italia     | Sophie Gerloff Germania | Nina Zöggeler Italia    | [ 8 ] |
| 20 gennaio 2018  | Winterberg           | Germania | Sophie Gerloff Germania | Merle Fräbel Germania   | Trinity Ellis Canada    | [ 9 ] |

### Singolo uomini
| Data             | Località             | Nazione  | Primo classificato         | Secondo classificato       | Terzo classificato                  | RU     |
| ---------------- | -------------------- | -------- | -------------------------- | -------------------------- | ----------------------------------- | ------ |
| 7 dicembre 2017  | Oberhof              | Germania | Florian Müller Germania    | Matvej Perestoronin Russia | Leon Felderer Italia                | [ 10 ] |
| 9 dicembre 2017  | Oberhof              | Germania | Florian Müller Germania    | Juri Gatt Austria          | Matvej Perestoronin Russia          | [ 11 ] |
| 16 dicembre 2017 | Schönau am Königssee | Germania | Florian Müller Germania    | Matvej Perestoronin Russia | Juri Gatt Austria                   | [ 12 ] |
| 11 gennaio 2018  | Innsbruck            | Austria  | Matvej Perestoronin Russia | Florian Müller Germania    | Andrej Fedotov Russia               | [ 13 ] |
| 13 gennaio 2018  | Innsbruck            | Austria  | Matvej Perestoronin Russia | Florian Müller Germania    | Eduards Ševics-Mikeļševics Lettonia | [ 14 ] |
| 20 gennaio 2018  | Winterberg           | Germania | Florian Müller Germania    | Matvej Perestoronin Russia | Colton Clarke Canada                | [ 15 ] |

### Doppio
| Data             | Località             | Nazione  | Primi classificati                          | Secondi classificati                        | Terzi classificati                                       | RU     |
| ---------------- | -------------------- | -------- | ------------------------------------------- | ------------------------------------------- | -------------------------------------------------------- | ------ |
| 7 dicembre 2017  | Oberhof              | Germania | Michail Karnauchov Jurij Čirva Russia       | Juri Gatt Riccardo Schöpf Austria           | Vjačeslav Popov Anton Osipenko Russia                    | [ 16 ] |
| 9 dicembre 2017  | Oberhof              | Germania | Michail Karnauchov Jurij Čirva Russia       | Juri Gatt Riccardo Schöpf Austria           | Moritz Jäger Valentin Steudte Germania                   | [ 17 ] |
| 16 dicembre 2017 | Schönau am Königssee | Germania | Dmitrij Bučnev Daniil Kil'seev Russia       | Dana Kellogg Duncan Segger Stati Uniti      | Juri Gatt Riccardo Schöpf Austria                        | [ 18 ] |
| 12 gennaio 2018  | Innsbruck            | Austria  | Juri Gatt Riccardo Schöpf Austria           | Henrik Altenhoff Matteo Oberließen Germania | Tudor-Ștefan Handaric Alexandru-Valentin Ailenei Romania | [ 19 ] |
| 13 gennaio 2018  | Innsbruck            | Austria  | Henrik Altenhoff Matteo Oberließen Germania | Michail Karnauchov Jurij Čirva Russia       | Eduards Ševics-Mikeļševics Lūkass Krasts Lettonia        | [ 20 ] |
| 20 gennaio 2018  | Winterberg           | Germania | Juri Gatt Riccardo Schöpf Austria           | Moritz Jäger Valentin Steudte Germania      | Eduards Ševics-Mikeļševics Lūkass Krasts Lettonia        | [ 21 ] |

## Classifiche

### Singolo donne
| Pos. | Nome               | Nazione     | Risultati ottenuti | Risultati ottenuti | Risultati ottenuti | Risultati ottenuti | Risultati ottenuti | Risultati ottenuti | Punti totali |
| Pos. | Nome               | Nazione     | OBE-1              | OBE-2              | KÖN                | INN-1              | INN-2              | WIN                | Punti totali |
| ---- | ------------------ | ----------- | ------------------ | ------------------ | ------------------ | ------------------ | ------------------ | ------------------ | ------------ |
| 1    | Verena Hofer       | Italia      | 1                  | 1                  | 2                  | 1                  | 1                  | –                  | 485          |
| 2    | Sophie Gerloff     | Germania    | 2                  | 3                  | 1                  | 4                  | 2                  | 1                  | 440          |
| 3    | Merle Fräbel       | Germania    | 4                  | 2                  | 3                  | 8                  | 4                  | 2                  | 360          |
| 4    | Nina Zöggeler      | Italia      | 3                  | 4                  | 4                  | 3                  | 3                  | 6                  | 330          |
| 5    | Djana Loginova     | Russia      | 6                  | 6                  | 5                  | 2                  | 5                  | 5                  | 300          |
| 6    | Isabell Richter    | Germania    | 7                  | 5                  | 6                  | 9                  | 7                  | 4                  | 257          |
| 7    | Trinity Ellis      | Canada      | 11                 | 13                 | 10                 | 6                  | 8                  | 3                  | 232          |
| 8    | Cezara Curmei      | Romania     | 8                  | 10                 | 8                  | 5                  | 6                  | 8                  | 231          |
| 9    | Elizaveta Jurčenko | Russia      | 5                  | 8                  | –                  | 7                  | 9                  | 7                  | 228          |
| 10   | Sophia Kirkby      | Stati Uniti | 9                  | 11                 | 17                 | 20                 | 14                 | 15                 | 151          |

### Singolo uomini
| Pos. | Nome                 | Nazione    | Risultati ottenuti | Risultati ottenuti | Risultati ottenuti | Risultati ottenuti | Risultati ottenuti | Risultati ottenuti | Punti totali |
| Pos. | Nome                 | Nazione    | OBE-1              | OBE-2              | KÖN                | INN-1              | INN-2              | WIN                | Punti totali |
| ---- | -------------------- | ---------- | ------------------ | ------------------ | ------------------ | ------------------ | ------------------ | ------------------ | ------------ |
| 1    | Florian Müller       | Germania   | 1                  | 1                  | 1                  | 2                  | 2                  | 1                  | 485          |
| 2    | Matvej Perestoronin  | Russia     | 2                  | 3                  | 2                  | 1                  | 1                  | 2                  | 455          |
| 3    | Juri Gatt            | Austria    | DNF                | 2                  | 3                  | 4                  | 10                 | 16                 | 276          |
| 4    | Timon Grancagnolo    | Germania   | 6                  | 32                 | 5                  | 5                  | 5                  | 5                  | 270          |
| 5    | Andrej Fedotov       | Russia     | 8                  | 5                  | 13                 | 3                  | 4                  | 8                  | 269          |
| 6    | Colton Clarke        | Canada     | 9                  | 8                  | 10                 | 9                  | 20                 | 3                  | 226          |
| 7    | Eduard-Mihai Crăciun | Romania    | 13                 | 11                 | 15                 | 6                  | 7                  | 4                  | 220          |
| 8    | Marián Skupek        | Slovacchia | 11                 | 7                  | 11                 | 7                  | 11                 | 6                  | 210          |
| 9    | Josef Hušla          | Slovacchia | 10                 | 10                 | 8                  | 13                 | 6                  | 10                 | 200          |
| 10   | Gints Bērziņš        | Lettonia   | 4                  | 29                 | 9                  | 10                 | 39                 | 7                  | 193          |

### Doppio
| Pos. | Nome                                             | Nazione    | Risultati ottenuti | Risultati ottenuti | Risultati ottenuti | Risultati ottenuti | Risultati ottenuti | Risultati ottenuti | Punti totali |
| Pos. | Nome                                             | Nazione    | OBE-1              | OBE-2              | KÖN                | INN-1              | INN-2              | WIN                | Punti totali |
| ---- | ------------------------------------------------ | ---------- | ------------------ | ------------------ | ------------------ | ------------------ | ------------------ | ------------------ | ------------ |
| 1    | Juri Gatt Riccardo Schöpf                        | Austria    | 2                  | 2                  | 3                  | 1                  | 5                  | 1                  | 440          |
| 2    | Michail Karnauchov Jurij Čirva                   | Russia     | 1                  | 1                  | –                  | 7                  | 2                  | 9                  | 370          |
| 3    | Henrik Altenhoff Matteo Oberließen               | Germania   | 5                  | 7                  | –                  | 2                  | 1                  | 4                  | 346          |
| 4    | Moritz Jäger Valentin Steudte                    | Germania   | 4                  | 3                  | –                  | 5                  | 6                  | 2                  | 320          |
| 4    | Eduards Ševics-Mikeļševics Lūkass Krasts         | Lettonia   | 7                  | 4                  | 4                  | 4                  | 3                  | 3                  | 320          |
| 6    | Marián Skupek Vratislav Varga                    | Slovacchia | 8                  | 11                 | 5                  | 9                  | 8                  | 6                  | 228          |
| 7    | Tudor-Ștefan Handaric Alexandru-Valentin Ailenei | Romania    | 6                  | 5                  | 7                  | 3                  | DNF                | DNF                | 221          |
| 8    | Vjačeslav Popov Anton Osipenko                   | Russia     | 3                  | 6                  | –                  | DSQ                | 11                 | 5                  | 209          |
| 9    | Jakub Karaś Mateusz Karaś                        | Polonia    | 9                  | 8                  | 6                  | 10                 | 10                 | DNF                | 203          |
| 10   | Ionuț Șișcanu Iulian Oprea                       | Moldavia   | 12                 | 12                 | 8                  | 11                 | 9                  | 8                  | 189          |